# Patricia Arribas
Patricia Arribas (Patricia Arribas Pérez; * 2. Oktober 1977 in Madrid) ist eine spanische Langstreckenläuferin.
Dreimal siegte sie bei der San Silvestre Vallecana (1997, 1998 und 2000).

## Persönliche Bestzeiten
- 3000 m (Halle): 9:03,96 min, 20. Januar 2001, Saragossa
- 5000 m: 16:11,74 min, 25. Juni 2000, Barcelona
- 10.000 m: 33:23,01 min, 30. Juli 1999, Göteborg